# Тимирёва, Анна Васильевна
А́нна Васи́льевна Тимирёва (урождённая Сафонова, во втором замужестве Книпер; 1893—1975) — русская и советская художница и поэтесса, дочь музыканта В. И. Сафонова.

С 1911 года замужем за морским офицером, затем контр-адмиралом С. Н. Тимирёвым, с которым развелась в конце 1918 года; после развода и до января 1920 года фактически была женой адмирала А. В. Колчака. После его ареста в январе 1920 года добровольно последовала за адмиралом под арест. Сын от первого брака — художник В. С. Тимирёв. В 1922 году вышла замуж за инженера-строителя В. К. Книпера (1888—1942); до получения ответа прокурора о гибели и реабилитации сына Владимира (1957) носила двойную фамилию Книпер-Тимирёва.

## Биография
Анна Васильевна Сафонова родилась в 1893 году в Кисловодске в семье, ведущей свой род от терских казаков. После переезда семьи в Петербург в 1906 году обучалась в гимназии княгини Оболенской (окончила в 1911 году) и занималась рисунком и живописью в частной студии С. М. Зейденберга. В годы гражданской войны брала частные уроки у российского художника и педагога Александра Соловьёва. Свободно владела французским и немецким.
В 1911 году вышла замуж за морского офицера Сергея Николаевича Тимирёва. В 1914 году у них родился сын Владимир.

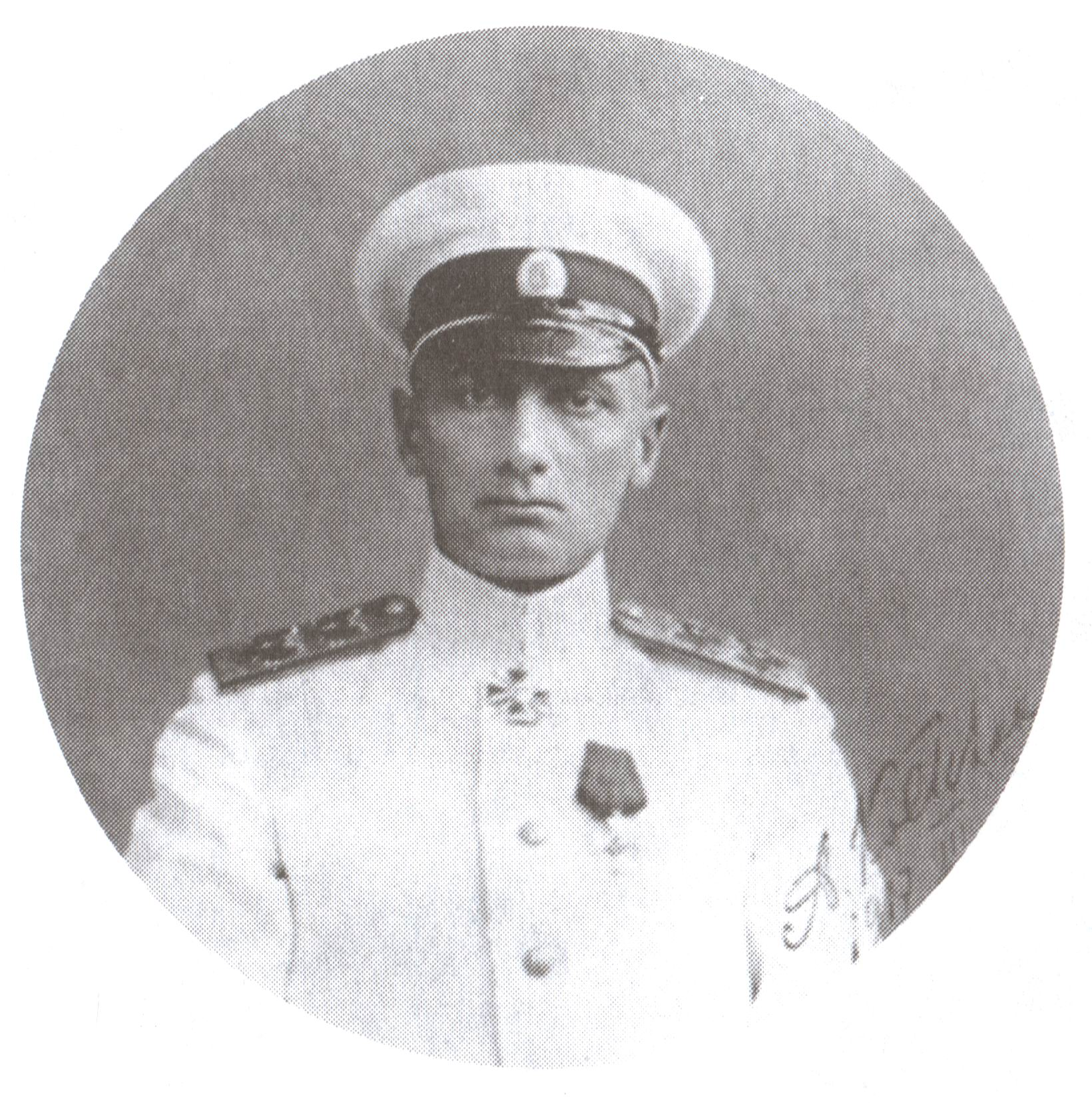
А. В. Колчак — командующий Черноморским флотом

С Александром Васильевичем Колчаком познакомилась в 1915 году в Гельсингфорсе, куда перевели из Петрограда её мужа, капитана 1-го ранга С. Тимирёва. В 1918—1919 годах в Омске — переводчица отдела печати при управлении делами Совета министров и Верховного правителя; работала в мастерской по шитью белья и на раздаче пищи больным и раненым воинам. Добровольно пошла под арест вместе с адмиралом Колчаком в январе 1920 года, была освобождена в том же году по октябрьской амнистии и в мае 1921 года была вновь арестована.
Находилась в Иркутской и Новониколаевской тюрьмах, была освобождена летом 1922 года в Москве из Бутырской тюрьмы. В 1925 году была арестована и административно выслана из Москвы на три года, жила в Тарусе. В четвёртый раз была арестована в апреле 1935 года, в мае была осуждена по пункту 10 статьи 58 УК РСФСР на пять лет лагерей, которые через три месяца при пересмотре дела были заменены ограничением проживания («минус 15») на три года. Будучи возвращена из Забайкальского лагеря, где начала отбывать срок, проживала в Вышнем Волочке, Верее, Малоярославце.
За несколько дней до окончания срока ограничения проживания, а именно 25 марта 1938 года Анна Васильевна была арестована в Малоярославце и в апреле 1939 года осуждена по прежней статье на 8 лет лагерей. В Карагандинских лагерях вначале была занята на общих работах (находилась в одном бараке с Марией Ростиславовной Капнист, с которой дружила до конца своей жизни; Капнист представляла её своим подругам как мадам Колчак), затем работала художницей клуба Бурминского отделения. После освобождения из мест заключения проживала за 100-м километром от Москвы — на станции Завидово Октябрьской железной дороги.
В том же 1938 году арестовали и её 23-летнего сына от брака с Тимирёвым ― Владимира. Он был осуждён по 58 статье и расстрелян 28 мая 1938 года, реабилитирован в 1957 году.
21 декабря 1949 года вновь была арестована в городе Щербакове как «повторница» без предъявления какого-либо нового обвинения. Десять месяцев провела в тюрьме в Ярославле и в октябре 1950 года без решения суда была отправлена этапом в Енисейск до особого распоряжения, где снова встретилась с М. Р. Капнист. Ссылка была снята в 1956 году. Затем была поражена в гражданских правах до 1960 года и проживала в Рыбинске. Между арестами работала библиотекарем, архивариусом, дошкольным воспитателем, чертёжником, ретушёром, картографом, вышивальщицей, инструктором по росписи игрушек, маляром, бутафором и художником в театре. Очень часто оставалась безработной, и доходом служили случайные заработки. Была реабилитирована в марте 1960 года, с сентября того же года — на пенсии. В Рыбинске многие её знали под прозвищем «Чехова».
В 1960 году, после реабилитации, поселилась в Москве на улице Плющихе, дом 31 (в этом же доме свое время проживал ее сын и в тот период жила сестра Елена). 
По ходатайству Шостаковича, Свешникова, Гнесиной, Хачатуряна, Ойстраха, Козловского на имя министра культуры Фурцевой ей была установлена персональная пенсия в размере 500 рублей (с 1961 года ― 50 руб.). Работала консультантом по этикету на «Мосфильме», в частности, на съёмках фильма Сергея Бондарчука «Война и мир», где снялась в эпизодической роли пожилой дамы c лорнетом на первом балу Наташи Ростовой. В фильме Александра Муратова «Умеете ли вы жить?» (1970) снялась в роли матери директора завода (в титрах Г. Книппер). В фильме Леонида Гайдая «Бриллиантовая рука» снялась в эпизодической роли дамы из тургруппы, покидающей теплоход.
Умерла 31 января 1975 года. Похоронена на Ваганьковском кладбище ― участок № 17, родственное захоронение Сафоновых; на могильной плите высечено «Книпер Анна Васильевна».

## В культуре
Упоминается в ряде романов, где действующим лицом является адмирал Колчак. Является эпизодическим персонажем романа Валентина Пикуля «Три возраста Окини-сан» (1981).
Кинематографические образы возлюбленной Александра Колчака создали российские актрисы Вероника Изотова в сериале «Конь белый» (1993) и Елизавета Боярская в фильме «Адмиралъ» (2008). Пожилую Тимирёву в этом же фильме сыграла советская и украинская актриса Ада Роговцева.
В Иркутском музыкальном театре имени Н. М. Загурского 18 декабря 2015 года состоялась премьера спектакля «Анна и адмирал. История любви». Музыкально-пластический спектакль поставила главный режиссёр театра Анна Фекета. Роль Анны Тимирёвой исполняет солистка театра, ведущая актриса Анна Рыбникова, роль Колчака — солист балета Юрий Щерботкин.
Спектакль «Последняя любовь адмирала Колчака» в 2017 году был представлен на сцене Калужской областной филармонии. Постановка Леонида Клёца, в главных ролях — солист филармонии Алексей Майоров (Колчак) и актриса местного театра драмы Анна Сорокина (Тимирёва).

## Книги
- Милая химера в адмиральской форме: Письма А. В. Тимирёвой А. В. Колчаку, 18 июля 1916 г. — 17-18 мая 1917 г. — СПб: Дмитрий Буланин, 2002. — 238 с. — ISBN 5-86007-345-3.
- «…Не ненавидеть, но любить»: Стихи. Воспоминания / А. В. Книпер. — Кисловодск: Благодать, 2003. — 246 с. — ISBN 5-93015-044-3.

## Прочее
- Ряд песен на стихи А. В. Книпер-Тимирёвой написал Александр Дулов.
- 1997 — док. фильм «Романс Колчака» (из телецикла «Больше, чем любовь», т/к Культура и студия «Фишка-фильм», авт. сценария Н. Черкашин, режиссёр С. Юрженко; голос Анны Тимирёвой озвучила Е. Добровольская).